# Aeródromo Villa Tapera
El Aeródromo Villa Tapera (OACI: SCRC) es un terminal aéreo ubicado junto al Puerto Cisnes, Provincia de Aysén, Región de Aysén, Chile. Este aeródromo es de carácter público.